# Нік Міхел
Ніколас Йоганнес "Нік" Міхел (нід. Nicolaas Johannes "Niek" Michel, 30 вересня 1912, Велзен — 24 червня 1971) — нідерландський футболіст, що грав на позиції воротаря за клуб «ВСВ», а також національну збірну Нідерландів.

## Клубна кар'єра
У футболі відомий виступами у команді «ВСВ», в якій провів всю свою кар'єру.

## Виступи за збірну
17 березня 1940 року дебютував в офіційних матчах у складі національної збірної Нідерландів. Протягом кар'єри у національній команді провів у її формі 1 матч, пропустивши 7 голів в товариському матчі проти Бельгії (1-7).
Був присутній в заявці збірної на чемпіонаті світу 1938 року у Франції, але на поле не виходив.
Помер 24 червня 1971 року на 59-му році життя.